# Liste des cardinaux créés par Clément IX
Le pape Clément IX (1667-1669)  a créé 12 cardinaux dans 3 consistoires, dont 1 français et 1 espagnol.

## 12 décembre1667
- Giacomo Rospigliosi  Italie
- Leopoldo de' Medici  Italie
- Sigismondo Chigi  Italie

## 5 août1669
- Emmanuel Théodose de la Tour d'Auvergne de Bouillon  France
- Luis Manuel Fernández de Portocarrero-Bocanegra y Moscoso-Osorio  Espagne

## 29 novembre1669
- Francesco Nerli  Italie
- Emilio Bonaventura Altieri  Italie (futur pape Clément X)
- Carlo Cerri  Italie
- Lazzaro Pallavicino  Italie
- Giovanni Bona  Italie
- Nicolò Acciaioli  Italie
- Buonaccorso Buonaccorsi  Italie